# Бейсенбаев, Эмис Кельгенбаевич
Эмис Кельгенбаевич Бейсенбаев (12 сентября 1932, с. Кармакчи, Кармакшинский район, Кызылординская область, Казахская ССР, СССР — 10 июня 1988, Алма-Ата, Казахстан) – заслуженный казахстанский инженер-строитель, изобретатель, конструктор, лауреат государственной премии Совета Министров КазССР, победитель социалистического соревнования 1973 года, кавалер ордена «Знак Почета», обладатель медали «За трудовую доблесть» и «Изобретатель СССР». Известен руководством над строительством многих памятников архитектуры г. Алма-ата, включающих в себя: гостиницы «Казахстан» и «Алма-ата», телевышку «Коктобе», Дворец школьников, плотину Медеу, Дворец бракосочетания, Казахский государственный цирк, кондитерскую фабрику «Рахат», и других.

## Биография
Эмис Кельгенбаевич родился 12 сентября 1932 года в селе Кармакчи Кармакшинского района Кызылординской Области. Отец Эмиса Кельгенбаевича был председателем райисполкома, а мать - дочерью волостного управителя.
В 1950 году окончил казахскую сельскую школу и сумев выучить русский язык, отправился на учебу в Ленинградский инженерно-строительный институт. На 3-м курсе, за успехи в учебе, был переведен на специальный военный факультет того же института. В 1955-м году, по окончании учебы по специальности “инженер-строитель зданий и производственных сооружений военно-морских баз” в звании лейтенанта, отказался от поступления на очную аспирантуру и продолжил службу в Беломорской флотилии Военно-Морских Сил на Крайнем Севере. В 1956-м году был назначен заместителем командира роты отдельного инженерно-строительного батальона Северного Флота. Работал в городах Мурманск, Северодвинск и Няндома.
В 1957 году, баржу на которой находился Эмис Кельгенбаевич штормом унесло в открытое море, где они с товарищами пробыли на протяжении нескольких суток. Вследствие данного происшествия Эмис Кельгенбаевич получил тяжелые нарушения здоровья и уволился в запас.
Приехав в г. Алма-Ата начал работать в строительно-монолитных участках, трестах системы «Минтяжстроя» КазССР с полной отдачей сил на ответственных стройках СССР, в том числе Байкало-Амурской магистрали, восстановления и помощи на стройках в городах Ташкент и Спитак после разрушительных землетрясений.
С 1971 по 1977 год возглавлял проектный институт «Казоргтехстрой». Во время его руководства были спроектированы и возведены такие здания как Дворец Республики, Городской Дворец бракосочетаний, Государственный Цирк и Центральный Стадион, которые до сих пор являются лицом города. Особенно нужно отметить проектирование и строительство 26-и этажной гостиницы «Казахстан» —  первого небоскреба на территории города, и первого здания, в строительстве которого применялся запатентованный Эмисом Кельгенбаевичем метод объемно-переставной и скользящей опалубки. Бетонирование велось в зимних условиях, а работы проводились круглосуточно.
С 1977 по 1980 год был назначен заместителем министра тяжелого строительства — начальником «Главалматыстроя», крупнейшего строительного главка страны, во время чего были построены кондитерская фабрика «Рахат», здание ЦК Компартии Казахстана (ныне Акимат г. Алма-ата), табачный комбинат, Талдыкорганский аккумуляторный завод и Гостиница «Казахстан». Так же, в это время были начато строительство здания театра имени М. Ауэзова, городка для гос. университета имени аль-Фараби и многие другие проекты.
С 1980 по 1981 год был начальником управления центрального аппарата Минтяжстроя КазССР.
С 1981 по 1984 год возглавлял институт «Казграждансельпроект».
С 1984 года и до конца своей жизни возглавлял «Управление организации механизации строительства и нормирования труда».
Скончался 10 июня 1988 года в г. Алма-Ата, был посмертно награжден премией Совета Министров КазССР.

## Наследие
За годы своей работы Эмис Кельгенбаевич опубликовал более 30 научных статей, защитил и запатентовал более 10 авторских свидетельств и изобретений в области строительства, в том числе: первый отечественный гидравлический бетононасос, способ очистки сточных вод производства фосфорных удобрений от взвешенных веществ, способ получения водорастворимых полиэлектролитови, и устройство для извлечения объемно-переставной опалубки, позволяющей возводить высотные здания в сейсмоопасных зонах.

## Награды
- Нагрудный знак «Изобретатель СССР»
- Орден «Знак Почета»
- Медаль «За трудовую доблесть»
- Знак «Победитель социалистического соревнования» (1973 год)
- Государственная премия Совета Министров КазССР (24 октября 1989 года)

## Галерея

Гостиница «Казахстан»
Телебашня «Коктобе»
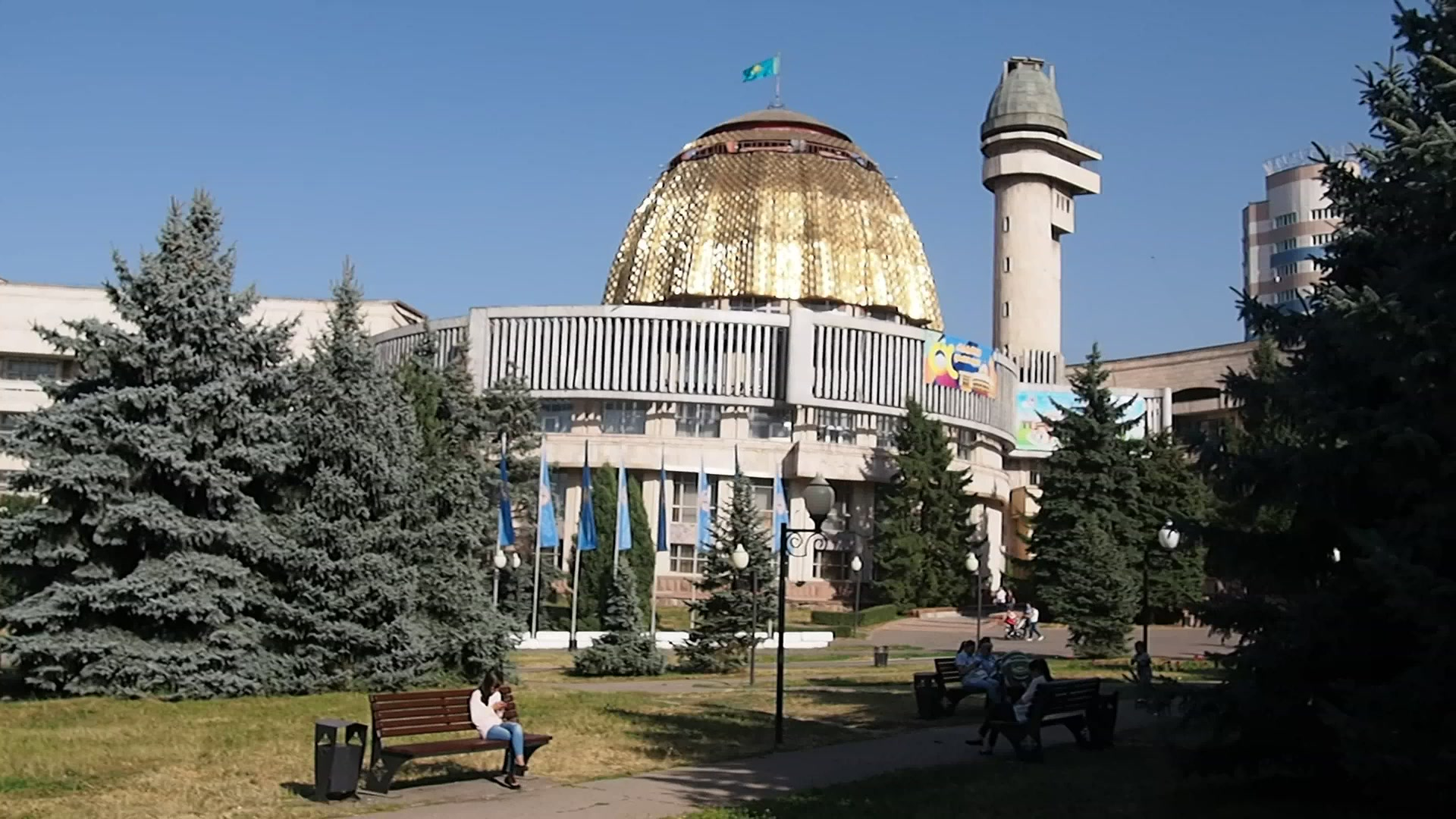
Алматинский дворец школьников
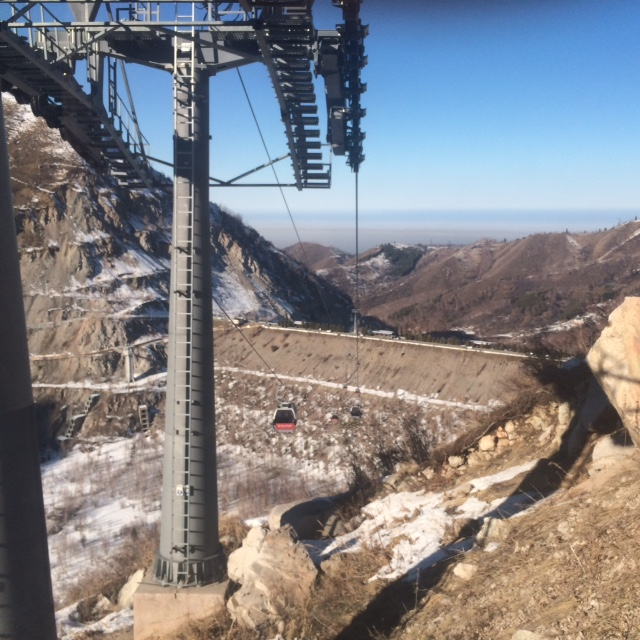
Плотина Медеу
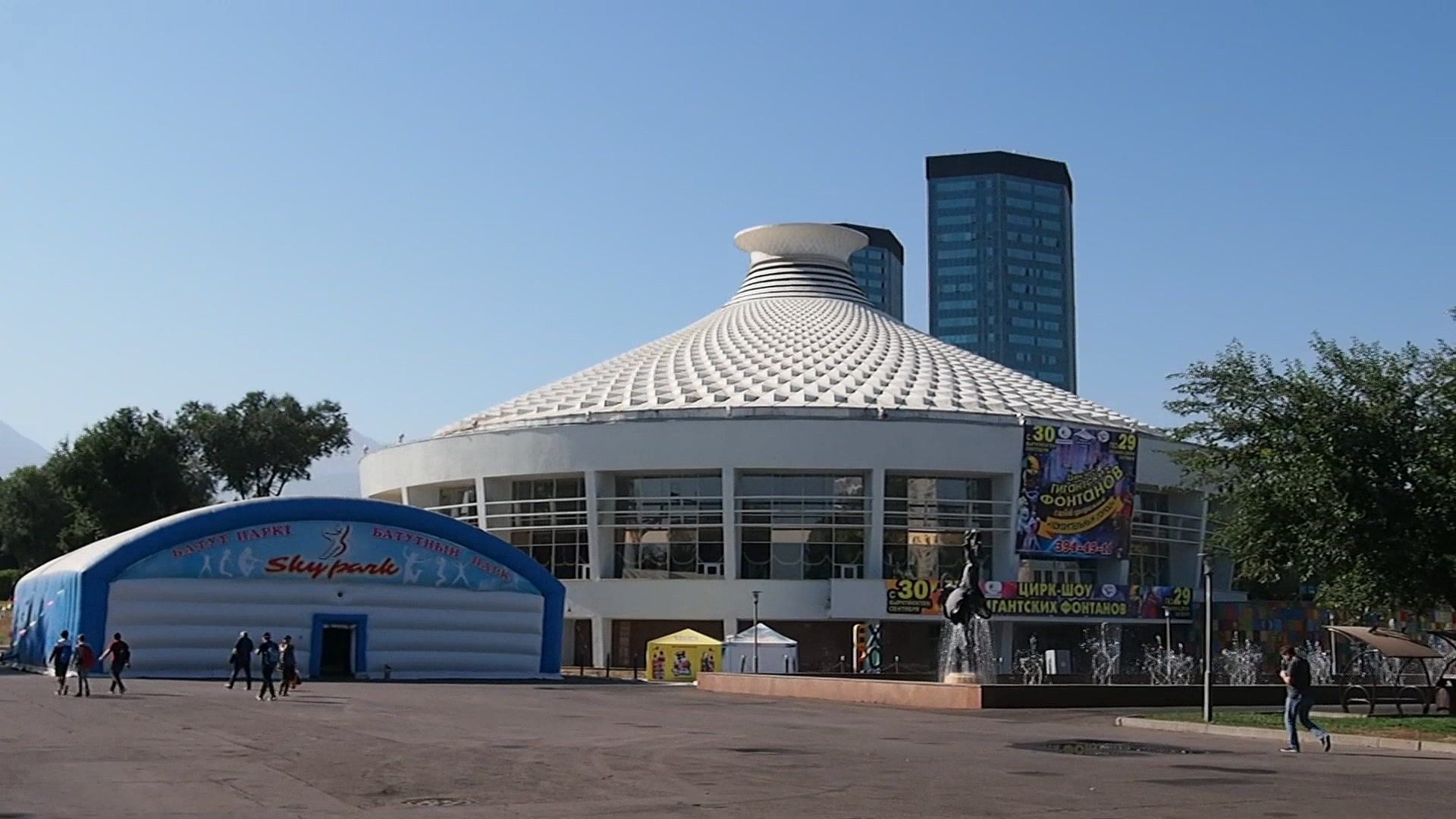
Казахский государственный цирк
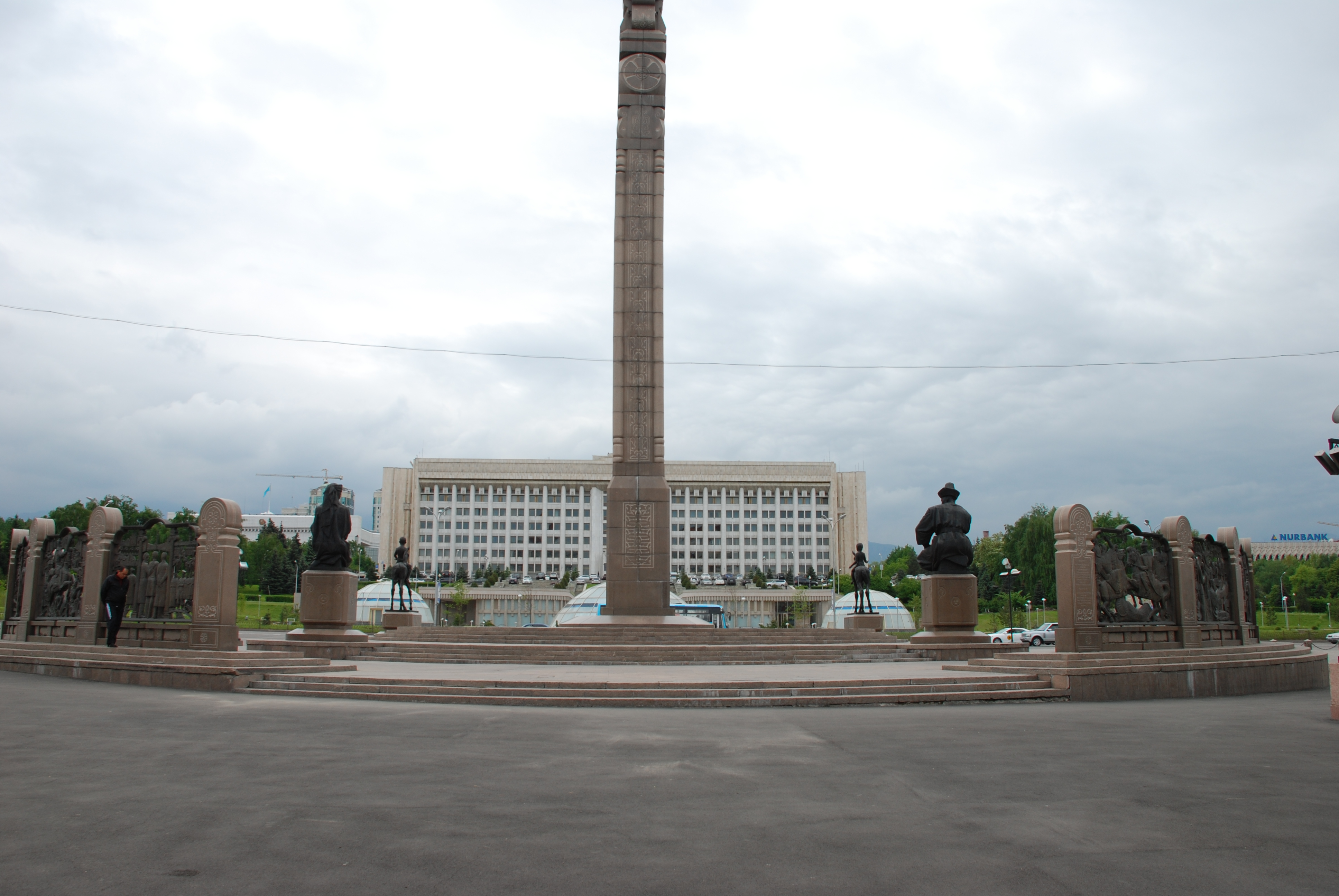
Здание Акимата города Алматы
Дворец Республики
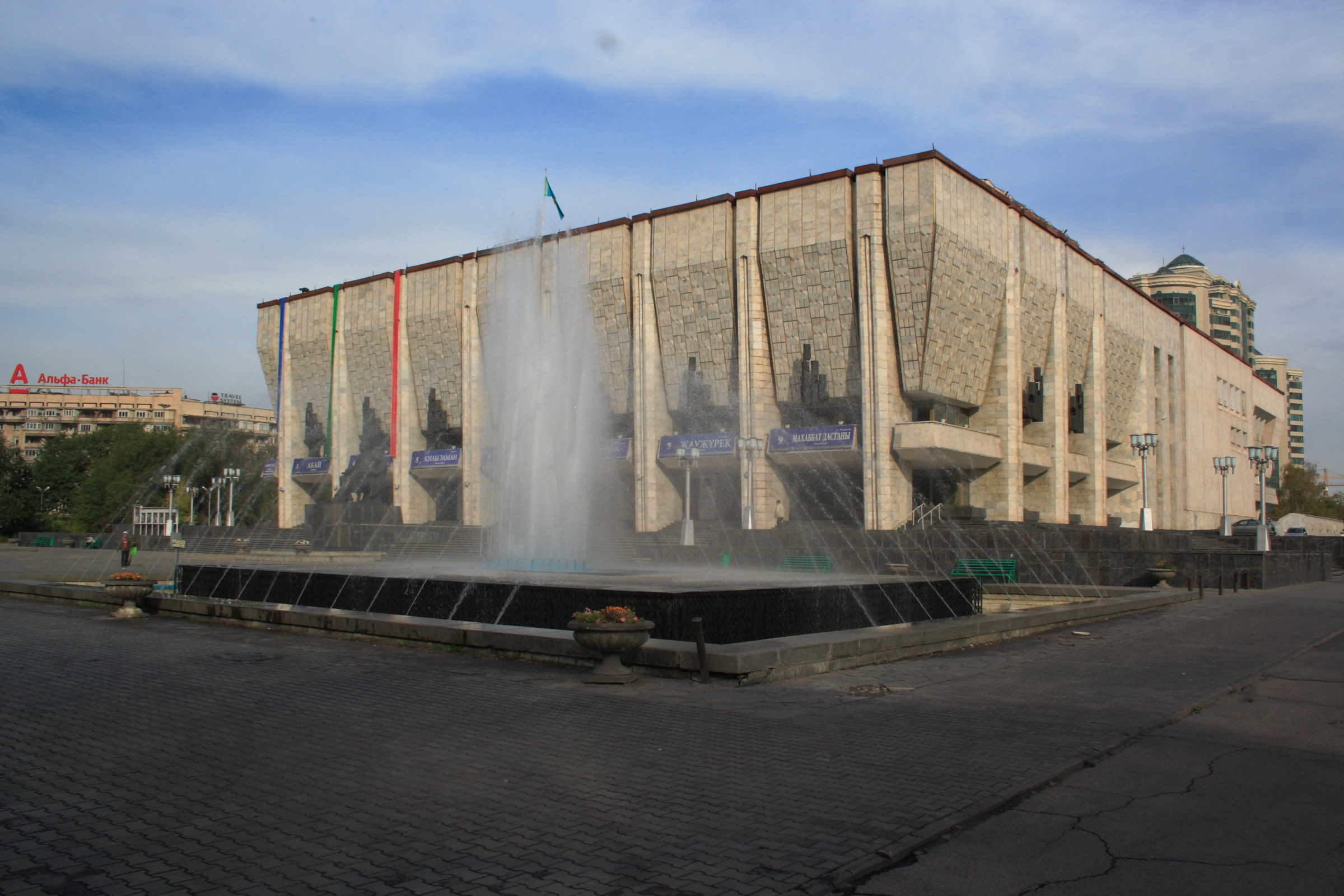
Театр имени М. Ауэзова
Музей искусств им. А. Кастеева